# Ústav fyziky atmosféry Akademie věd České republiky
Ústav fyziky atmosféry AV ČR, v. v. i., je veřejná výzkumná instituce, součást Akademie věd České republiky (AV ČR).

## Zaměření
ÚFA AV ČR zaměstnává přes osmdesát pracovníků. V rámci Akademie věd se řadí do první vědní oblasti (oblast věd o neživé přírodě) a zde dále do sekce věd o Zemi. Patří ke středně velkým ústavům. Ústav byl založen 1961 a jeho hlavní sídlo se nachází v areálu ústavů AV ČR na pražském Spořilově (pracoviště jsou rozdělena do dvou budov areálu).
Většinu výzkumu vědci provádějí v rámci grantových projektů, a to mezinárodních (například projekty 7. RP, ESA, NATO apod.) i tuzemských (Grantová agentura ČR, Technologická agentura ČR, projekty Ministerstva školství, mládeže a tělovýchovy České republiky, Akademie věd ČR apod.). Činnost ústavu se uskutečňuje ve spolupráci se zahraničními i tuzemskými výzkumnými pracovišti včetně vysokých škol.
Ústav používá zkratku ÚFA AV ČR a jeho anglický název je Institute of Atmospheric Physics CAS.

## Oblasti výzkumu
Výzkumná aktivita ústavu pokrývá celou atmosféru Země – od přízemní vrstvy až po meziplanetární prostor – a zahrnuje i výzkum atmosféry jiných planet.
Ústav se člení se na pět vědeckých oddělení (oddělení meteorologie; klimatologie; aeronomie; horní atmosféry; kosmické fyziky), k nimž je přidána ještě jedna samostatná pracovní skupina (Skupina numerických simulací heliosférického plazmatu).

### Oddělení meteorologie
Badatelé této skupiny se po roce 2000 zabývali např. příčinami extrémních srážek na území ČR, jejich časoprostorovým rozdělením a vazbami mezi příčinami těchto srážek a jejich rozdělením. Výzkumná činnost byla dále soustředěna na objektivní metody pro zpřesnění lokální předpovědi meteorologických jevů, a to především právě předpovědi přívalových srážek z konvekčních bouří. Na oddělení byl vyvíjen automatizovaný předpovědní systém, který umožňuje odhadnout množství srážek na povodí s dobou předpovědi 1 až 3 hodiny, a to s využitím dat naměřených meteorologickými radiolokátory stejně jako s využitím výstupů z matematického modelu předpovědi počasí. Výstupy vyvíjeného systému jsou navrženy tak, aby byly využitelné jako vstup do hydrologických modelů, které následně předpovídají stav vodních toků, nutný pro odhad vývoje případné povodňové situace. Vychází se přitom ze systému, který je používán v USA a je zaměřen na předpověď přívalových srážek ze silných bouří.
Jeden z nejnovějších projektů se týká rekultivace hnědouhelného lomu Ležáky. Rekultivace dala vzniknout nové vodní ploše, jezeru Most, a vedla tak ke změnám v okolní atmosféře, které jsou zapříčiněny odlišnými vlastnostmi vody oproti pevnému povrchu (rozdílná tepelná kapacita, tepelná vodivost, drsnost povrchu a albedo). To má vliv především na teplotu a vlhkost okolní atmosféry, ale i na další meteorologické veličiny v okolí jezera. Cílem projektu bylo kvantifikovat tento vliv. Kromě statistických analýz historických i nově naměřených dat je pro tuto práci využit komplexní numerický model popisující chování atmosféry a její interakci s půdou a vodní plochou.
Experimentální sledování a matematické modelování proudění vzduchu nad složitým horským terénem poskytuje poznatky potřebné např. při rozhodování, kde a jak stavět větrné elektrárny. Výkon větru závisí především na třetí mocnině jeho rychlosti, a tak i malá chyba v určení průměrné rychlosti větru na daném místě může být příčinou velké odchylky v odhadu výroby elektrické energie větrnou elektrárnou. Vzhledem k tomu, že se měření rychlosti větru před stavbou elektrárny často provádí v mnohem nižších výškách nad zemí, než v jakých má být střed jejího rotoru, má na určení výroby velký vliv i vertikální profil rychlosti větru, pomocí kterého je potřeba větrné charakteristiky do větší výšky přepočítat. Na oddělení byly vypracovány významné posudky: odhad realizovatelného potenciálu větrné energie na území ČR, zpráva z výzkumu vhodnosti lokalit v ČR z hlediska zásob větrné energie a zpracování metodiky pro posuzovací a schvalovací řízení při zavádění větrných elektráren. Oddělení vypracovává i posudky na konkrétní lokality.
Znalost fyzikálních vlastností mlhy a nízké oblačnosti umožňuje předpovědět vznik a rychlost růstu námrazových jevů, které mohou působit velké škody mj. na rozvodech vysokého napětí a lesních porostech. Výskyt silné námrazy je nebezpečný i v letovém provozu. Speciální měření spekter dešťových kapek jsou důležitá při zkoumání vlivu dešťových oblastí, oblačnosti a srážek na šíření elektromagnetických vln, zjištěné poznatky pomáhají zvyšovat spolehlivost a kvalitu telekomunikačních sítí. Na oddělení je vyvíjen též systém pro předpověď stavu povrchu vozovky na území České republiky. Systém bude využitelný správci komunikací pro operativní nasazení techniky zajišťující údržbu a bude využíván pro optimalizaci dopravy a zajištění bezpečností motoristů. Nezanedbatelným faktorem by měla být návaznost na systémy optimalizující úspory posypových materiálů a zásahy v zimním období.   
Další výzkumná činnost se týká problematiky šíření škodlivých látek v atmosféře, vlivu konkrétních jevů (např. kouřových vleček z chladicích věží) na mikroklima a dalších speciálních meteorologických měření, modelování či interpretací naměřených dat.      

### Oddělení klimatologie
Výzkum oddělení klimatologie pokrývá tři základní oblasti: statistickou klimatologii, tj. vývoj a implementaci statistických metod ve výzkumu klimatu; studium nedávné proměnlivosti klimatu; a změnu klimatu, včetně její detekce, analýzy jejího dopadu a vytváření scénářů možného budoucího vývoje.
Výzkum oddělení klimatologie tedy spadá do vzájemně se doplňujících oblastí statistické a dynamické klimatologie. První oblast řeší především vývoj a implementaci metod analýzy extrémních hodnot, která pomáhá lépe porozumět nedávným teplotním nebo srážkovým extrémům, a vývoj metod tzv. statistického downscalingu. Práce v oblasti dynamické klimatologie zahrnují studium velkoprostorových cirkulačních režimů na obou polokoulích a vazeb mezi atmosférickou cirkulací a přízemním klimatem. Ve velké míře jsou využívány výstupy globálních a regionálních klimatických modelů ze světových modelovacích center, a to jak k hodnocení kvality modelových simulací pro nedávné klima, tak za účelem analýzy možných změn klimatu, souvisejících neurčitostí a potenciálních dopadů těchto změn. Studium nedávné proměnlivosti klimatu zahrnuje také analýzu vlivů proměnlivosti sluneční a geomagnetické aktivity na klimatické poměry v troposféře. Pro výzkum změn klimatu, včetně jejich detekce a scénářů možného budoucího vývoje a dopadů, mj. v zemědělství, se využívá stochastický generátor počasí.
Pozornost vědci věnují i výzkumu souvislostí mezi projevy počasí a lidským zdravím. V rámci výzkumu týkajícího se dopadů klimatu a současné klimatické změny na člověka byla analyzována úmrtnost související se stresem z horka ve vztahu k meteorologickým podmínkám v ČR v současném i předpokládaném budoucím klimatu. Bylo zjištěno, že ke statistickému zvýšení úmrtnosti dochází už při teplotách přesahujících 25 °C a dopady na úmrtnost jsou větší v ženské než mužské populaci. V horkých vlnách dochází v průměru ke zvýšení denní úmrtnosti v celé populaci ČR o 13 %, ve vrcholech horkých vln až o 30 %, což představuje více než 100 obětí za den. Kromě tradičních postupů lze v podmínkách střední Evropy při analýze úmrtnosti v důsledku stresu z horka použít objektivní klasifikaci vzduchových hmot. V pravděpodobném teplejším budoucím klimatu je třeba počítat s mírným nárůstem úmrtnosti způsobené horkem, k roku 2050 nejpravděpodobněji o 6 až 17 % (v závislosti na rychlosti zvyšování teploty vzduchu). 
Dále byly k odhadu dopadů změny klimatu na vybrané sektory (zejména zemědělství a vodní hospodářství) připraveny meteorologické řady reprezentující současné a změněné klima. Byly zkonstruovány přímou modifikací pozorovaných řad podle scénářů změny klimatu nebo pomocí stochastického generátoru, jehož parametry byly modifikovány podle vybraného scénáře změny klimatu. Pro odhad dopadů změny klimatu na zemědělství byly vytvořeny scénáře změny klimatu pro tři časové horizonty (roky 2025, 2050, 2100) a dva emisní scénáře (SRES-A2 a SRES-B1). Výsledky simulací růstovým modelem mj. ukazují, že výnosy pšenice se na většině našeho území zvýší v rozsahu 7,5 až 25,3 %. Důležitým faktorem je meziroční proměnlivost teplot a srážek, která významně ovlivňuje jak průměrné výnosy, tak jejich variabilitu. Pro odhad dopadů změny klimatu na kvalitu vodních zdrojů byl zkonstruován regresní model, který koreluje koncentraci rozpuštěných organických látek s měsíčními průměry teplot a průtoků. Model naznačuje, že zdvojnásobení koncentrace CO2 v atmosféře způsobí růst organických složek cca o 7 %.     

### Oddělení aeronomie
Oddělení aeronomie se zaměřuje především na zkoumání ionosféry, studium dlouhodobých změn v systému horní atmosféra-ionosféra a studium ozonu a cirkulace ve stratosféře. Oddělení zajišťuje data pro výstrahy související se zvýšenou geomagnetickou/ ionosférickou aktivitou a předává je službě ISES. Připravovány a zveřejňovány jsou i pravidelné měsíční předpovědi stavu ionosféry.
Ve výzkumu ionosféry se pracovníci oddělení soustřeďují na dopad kosmického počasí (které zahrnuje i geomagnetické bouře a vliv atmosférických vln z dolní atmosféry) na stav a vývoj ionosféry. Zdejší badatelé se ve spolupráci s dalšími odděleními (především s Oddělením horní atmosféry) podílejí na vývoji modelu mezinárodní referenční ionosféry IRI a s využitím digisondy a dopplerovských měření se společně zabývají studiem driftů, gravitačních a infrazvukových vln v ionosféře. Dopplerovské měřicí systémy, které jsou pro tento výzkum využívány, byly instalovány nejen v Česku, ale i v Jižní Africe, Argentině a na Tchaj-wanu, čímž vznikla mezinárodní síť měření. Oddělení dále na observatoři Průhonice, která patří Ústavu fyziky atmosféry a je součástí celosvětové měřící sítě, provádí měření elektronové koncentrace v ionosféře (do roku 2004 pomocí ionosondy KEL Aerospace, dále pomocí Digisondy DPS.4). Ionosonda funguje na stejném principu jako radar. Z pozemní vysílací antény se vyšle směrem vzhůru krátký pulz a měří se doba návratu do přijímací antény či antén. Elektromagnetická vlna se v ionosféře odrazí právě ve výšce, kde se její frekvence rovná frekvenci okolního plazmatu. Vlny s vyšší frekvencí prostředím plazmatu procházejí. Z časového zpoždění návratu odražené vlny lze spočítat výšku odrazu. Maximální frekvence signálu, který se ještě od dané vrstvy odrazí, se nazývá kritická frekvence, signály s vyšší frekvencí vrstvou procházejí. Koncentrace elektronů v závislosti na výšce se zachycuje v ionogramech.
Mezinárodní tým pod vedením pracovníků ústavu vytvořil první globální obraz dlouhodobých změn v horní atmosféře: horní atmosféra se jako celek ochlazuje. Zatímco v dolní atmosféře způsobuje rostoucí koncentrace skleníkových plynů (zvláště CO2) ohřev, v horní atmosféře (ve výškách nad 50 km) vede naopak k ochlazení. Ohřev je způsoben tím, že pronikající viditelné a další světelné záření je atmosférou a zemským povrchem ze značné části absorbováno, tím se jejich částice ohřejí a pak zase vyzáří zpět část přebytečné energie, ale už ve formě infračerveného záření („tepelné záření“). To je z velké části zachyceno dostatečně tlustou vrstvou CO2, které tak brání úniku části infračerveného záření do prostoru (více viz Skleníkový efekt). Se vzrůstající výškou atmosféra řídne, v 50 km je zhruba 1000x řidší, než u povrchu, a tento pokles s výškou pokračuje. Koncentrace CO2 je ve vyšších oblastech tak nízká, že molekuly CO2 již téměř žádné zdola přicházející infračervené záření nezachytí, a to uniká do vesmíru. Převládá druhá vlastnost CO2, které rovněž intenzivně vyzařuje v infračervené oblasti (v pásmu okolo 15 µm ale i jinde), tím v atmosféře v této výšce ubývá energie a atmosféra se ochlazuje. Následkem ochlazování se horní atmosféra smršťuje, tj. na pevných výškách klesá její hustota, a poněkud se mění chemické složení atmosféry (hlavně minoritní složky) a rychlost různých reakcí. V důsledku toho dochází rovněž ke změnám ionizované části atmosféry, ionosféry – a to tak, že koncentrace volných elektronů, její hlavní charakteristika, na některých výškách roste, jinde klesá. Ochlazování horní atmosféry se v závislosti na výšce mění značně nerovnoměrně a existují dokonce vrstvy, jako např. ve výškách 85–90 km, které se neochlazují vůbec. Dlouhodobé změny ve výškách pod 120 km přispívají poněkud i na rušení ozónové vrstvy, v horní ionosféře naopak k dlouhodobým změnám geomagnetické aktivity. Zesilující skleníkový efekt tedy ovlivňuje celou atmosféru, nejenom její dolní část (troposféru), která se ohřívá.
Ve výzkumu ozonu a cirkulace ve stratosféře se studium orientuje hlavně na dlouhodobé změny těchto veličin a jejich následný dopad na klima.
Výsledky získané při studiu změn v ionosféře mají praktické využití. Předpověď stavu ionosféry je důležitá zejména pro telekomunikace: pro radiové vysílání, pro komunikaci s družicemi na oběžné dráze či pro globální navigační systémy (např. GPS nebo evropský projekt Galileo). Je to proto, že stav ionosféry rozhodujícím způsobem ovlivňuje šíření radiových vln. Týká se to radiových vln krátkých, středních a dlouhých, používaných rozhlasem, stejně jako navigačních systémů typu GPS. Družice (satelitní televize, mobilní telefony, předpovědi počasí atd.) jsou na výškách zhruba mezi 200–600 km atmosférou brzděny. Poruchy v ionosféře se mohou projevit ve zhoršení komunikace s družicemi na oběžné dráze. Dlouhodobý pokles hustoty horní atmosféry působí prodloužení životnosti družic.    

### Oddělení horní atmosféry
Stěžejními tématy Oddělení horní atmosféry jsou experimentální a teoretický výzkum plazmatu v okolí Země a studium magnetosféry Země a vztahů Slunce–Země. Oddělení se zabývá konstrukcí speciálních přístrojů a provozuje observatoř Panská Ves, která přijímá telemetrická data v rámci mezinárodních projektů – například CLUSTER (ESA), RBSP (NASA) a CHIBIS (Rusko). Oddělení horní atmosféry se věnuje příjmu a zpracování telemetrických dat.
Mezi projekty týkající se výzkumu horní atmosféry patří družice MAGION, které startovaly v rámci několika mezinárodních projektů mezi lety 1978 až 1996 ze sovětského arktického kosmodromu Pleseck a které byly součástí fyzikálních výzkumů v rámci československého kosmického programu. Vyvinuli je pracovníci Geofyzikálního ústavu ČSAV (od roku 1994 lidé i program přešli do Ústavu fyziky atmosféry AV ČR). Družice MAGION se pohybovaly po protáhlých eliptických drahách v horní ionosféře, případně procházely oblastmi se zvýšeným zářením (Van Allenovy pásy). Magion 4 v apogeu vylétal až za pás geostacionárních družic a v některých obdobích roku opouštěl zemskou magnetosféru a zkoumal sluneční vítr. Ačkoliv poslední data byla přijata v červenci 2012, data z družic Magion se stále zpracovávají a přinášejí i dnes důležité výsledky. Spolu s údaji získanými z dalších družic slouží např. pro vytváření mezinárodního referenčního modelu ionosféry IRI (viz výše). 
V současné době pokračuje oddělení ve vývoji a stavbě družicových přístrojů, dokončuje se např. přístroj pro měření parametrů chladného plazmatu pro družici PROBA2 Evropské kosmické agentury (ESA). Na oddělení byla vyvinuta digitální sluneční čidla pro zjišťování orientace družice vůči Slunci, která byla použita na družici ruského projektu RADIOASTRON. Telemetrická družicová stanice Panská Ves sloužila jako řídicí stanice pro další českou družici MIMOSA a byla také jednou ze stanic, které monitorovaly start kosmické plachetnice v roce 2005.  
Oddělení nezajišťuje pouze příjem a zpracování dat, ale také jejich analýzu, interpretaci a využití v modelech. Projekty jsou věnované např. modelování a analýze parametrů chladného plazmatu či modelování variability parametrů termálního plazmatu v horní ionosféře a vnitřní magnetosféře Země. Další výzkum se týká jevů spojujících neutrální a ionizovanou atmosféru a jejich vzájemných vazeb. Role poruch ve slunečním větru při předpovědi kosmického počasí. Jeden z aktuálních projektů je zaměřen na výzkum vývoje výrazných struktur ve slunečním větru (struktury ICMEs a CIRs) a jejich interakce s vnějšími hranicemi magnetosféry (magnetopauzou a rázovou vlnou). Tento výzkum sleduje pohyb výsledných diskontinuit magnetosférou až do jejího dalekého chvostu a určuje jejich efekt na geomagnetické pole (vyvolaný modifikací magnetosférických proudových systémů). Metodologie tohoto projektu je založena a na detailní analýze jednotlivých pozorování a na statistickém vyhodnocení vícebodových měření. Experimentální výzkum bude konfrontován výsledky počítačového modelu vývoje ICME a globálního MHD modelu interakce slunečního větru magnetosférou.  
Sluneční vítr (tj. proud nabitých částic – protonů, jader hélia a elektronů) naráží na magnetické pole Země a vytváří komplikovaný systém nabitých částic, magnetických polí a vln. Studium a monitorování tohoto prostředí má velký význam pro řadu oborů lidské činnosti, neboť náhlé změny v toku slunečního větru, vyvolané slunečními erupcemi, mohou zasáhnout prostředí v blízkém okolí naší planety a poškodit sluneční články nebo elektronické vybavení družic, případně ohrozit zdraví kosmonautů pracujících na orbitálních stanicích a plánovaných základnách na Měsíci. Atmosférický obal Země je kromě slunečního větru vystaven také energii, která uniká ze Slunce ve formě elektromagnetických vln (v širokém spektru od radiových vln přes infračervené záření až po Rentgenovy paprsky). Záření a sluneční vítr interagují se zředěnou horní atmosférou a s magnetickým polem Země.    

### Oddělení kosmické fyziky
Oddělení kosmické fyziky zkoumá kosmické plazma, ionosféru a magnetosféru Země a dalších planet Sluneční soustavy a též studuje sluneční vítr. Dále se věnuje experimentálnímu a teoretickému studiu vln, nestabilit, nelineárních jevů a vzájemného působení vln a částic v kosmickém plazmatu. V mezinárodní spolupráci se podílí na vývoji a stavbě přístrojů pro vědecká měření na umělých družicích a sondách a na zpracování a analýze získaných dat. Účast na přípravě velkých družicových projektů podporují programy Evropské kosmické agentury (ESA).
Oddělení se rovněž prací na družicovém projektu Cluster (a Cluster II), který je klíčovým mezinárodním projektem ESA. V jeho rámci byla vypuštěna čtveřice identických družic, jejichž výhodou jsou čtyřbodová měření v zemské magnetosféře a jejím blízkém okolí. Každá z těchto družic nesla celkem 11 přístrojů zkoumajících nabité částice a vlny vyzařované plazmatem. Družicový projekt Cluster poprvé detekoval plazmové vlny v magnetopauze, pohyby rázové vlny pod nápory slunečního větru, prolétl skrze polární kasp, kterým jako obrovským vírem pronikají nabité částice do atmosféry Země, a vytvořil první třírozměrný obraz magnetosféry Země. Pomohl objevit příčiny vzniku relativistických elektronů velmi vysokých energií, jež jsou odpovědné za škody na umělých družicích a jež jsou též velkým rizikem pro posádky kosmických lodí. Tyto elektrony mohou pronikat i silným pláštěm umělé družice (např. telekomunikační) a poškodit její citlivou elektroniku. Zvýšená radiace může též ohrozit lidské posádky kosmických lodí. V průběhu posledních let učinili vědci z Velké Británie, Spojených států a České republiky za pomoci čtyř družic projektu Cluster několik významných objevů ohledně toho, jak, kde a za jakých podmínek se relativistické elektrony objevují v magnetosféře Země. Dva stálé prstence v okolí Země – Van Allenovy pásy – jsou vyplněny částicemi zachycenými magnetickým polem Země. Vnější Van Allenův pás obsahuje proměnlivé množství elektronů, z nichž některé mohou být urychleny na velmi vysoké energie. Vědci ukázali, že pozorované urychlování elektronů a nárůst nového Van Allenova pásu mohou způsobit intenzivní elektromagnetické vlny šířící se v plazmatu magnetosféry Země. Tyto vlny nazývané chorus jsou přírodními elektromagnetickými vlnami na slyšitelných kmitočtech (jejich signály, zavedeny do reproduktoru a převedeny na zvuk, připomínají zpěv ptactva za ranního rozbřesku). Jsou to jedny z nejsilnějších přírodních vln v magnetosféře. Jejich působením může během magnetické bouře dojít až k tisícinásobnému zvýšení počtu vysoce energetických elektronů. Vlny chorus jsou významným objektem výzkumu Oddělení kosmické fyziky.  
V rámci řešení projektu Cluster II ve spolupráci s firmou SPRINX Systems s. r. o. vybudoval pracovní tým výkonný paralelní počítačový systém Amálka, který je svými parametry srovnatelný s obdobnými systémy ve světě. Na tomto výpočetním systému bylo možné ověřit řadu teorií z oblasti rázových vln v plazmatu a prokázat správnost některých hypotéz o stavu plazmatu ve slunečním větru i v blízkém okolí planety Země. Výpočetní systém také umožňuje zkoumat interakci slunečního větru s Měsícem a dalšími objekty sluneční soustavy na globálních prostorových škálách.
Družice TARANIS bude další družicí ze série mikrodružic MYRIADE financovaných francouzskou kosmickou agenturou CNES. Vypuštění na nízkou polární dráhu o výšce 700 km je plánováno na konec roku 2015. Z českých institucí se projektu účastní Ústav fyziky atmosféry, který je odpovědný za vývoj a stavbu analyzátoru vysokofrekvenčních vln přístroje IME-HF, a Matematicko-fyzikální fakulta Univerzity Karlovy v Praze.   

### Skupina numerických simulací heliosférického plazmatu
Skupina numerických simulací heliosférického plazmatu studuje lineární a nelineární procesy v bezesrážkovém kosmickém plazmatu. Mezi hlavní zaměření výzkumu patří zejména třírozměrné modely některých planet (Merkur) a měsíců obřích planet (Io, Ganymed) popisující globální strukturu jejich interakce s okolním plazmatem. Vyvíjené modely se převážně zakládají na hybridním kódu, který kombinuje částicový a magnetohydrodynamický popis chování individuálních iontů a elektronového plynu. Výpočetně velmi náročné úlohy se řeší pomocí vysoce výkonného paralelního clusteru; jeho aktuální konfigurace zahrnující 832 samostatných výpočetních jader představuje maximální teoretický výkon přes 7,7 TFlops.

## Historie ústavu
Založení Ústavu fyziky atmosféry ČSAV (později AV ČR) předcházelo ustavení samostatného meteorologického pracoviště v Československé akademii věd. Z iniciativy prof. Aloise Gregora a prof. Stanislava Brandejse vznikl v Geofyzikálním ústavu ČSAV (dnes Geofyzikální ústav AV ČR) tzv. meteorologický sektor, z něhož se vyvinulo samostatné pracoviště – Laboratoř meteorologie. Byla ustavena 1. ledna 1961 a zaměřila se na základní meteorologický a klimatologický výzkum.
Ústav fyziky atmosféry vznikl 1. ledna 1964. Zahájil svou činnost na základě rozhodnutí Prezídia ČSAV z 30. října 1963. K ústavu, jehož hlavní část se nachází v areálu ústavů AV ČR v Praze na Spořilově, dále patřilo detašované pracoviště v Hradci Králové, meteorologická observatoř na Milešovce a později i observatoř Kopisty u Mostu. Ústav sestával ze tří oddělení: fyziky oblaků; všeobecné cirkulace atmosféry; mezní vrstvy. Tato struktura odpovídala trojici hlavních směrů výzkumu, jimiž byly laboratorní a experimentální studium fázových změn v atmosféře spolu analýzou vlivu umělých příměsí na vznik srážkových částic, studium vývoje velkoprostorových polí meteorologických proměnných včetně studia využitelnosti družicových informací v meteorologii a výzkum mezní vrstvy atmosféry se zaměřením na otázky čistoty ovzduší.
V devadesátých letech 20. století se v ústavu udály významné změny. V roce 1991 se v souvislosti s financováním ČSAV zredukoval počet zaměstnanců o 33 %, což vedlo ke změně struktury ústavu, z níž vyplynuly změny názvů oddělení; vzniklo oddělení klimatologie a experimentální laboratoř pro větrnou energii. Další výrazná proměna nastala v roce 1994, kdy se do Ústavu fyziky atmosféry včlenilo ionosférické oddělení z Geofyzikálního ústavu, čímž se oblast výzkumu rozšířila na celý rozsah atmosféry. Strukturu ústavu tvořila oddělení horní atmosféry, meteorologie, klimatologie a aeronomie a dvě laboratoře: experimentální laboratoř pro větrnou energii a laboratoř pro observatorní činnost a práci s daty. Kromě meteorologických observatoří Milešovka a Kopisty se součástí Ústavu fyziky atmosféry stala telemetrická stanice Panská Ves, ionosférická observatoř Průhonice a experimentální větrná elektrárna Dlouhá Louka.

## Vědecké výstupy
Nejúplnější obraz vědecké činnosti ústavu podávají autorské články, publikované konferenční příspěvky, výzkumné zprávy, posudky, aplikované výstupy (přístroje, programy apod.) a další výstupy vědců ústavu. Záznamy o výstupech uchovává databáze ASEP – veřejně dostupná databáze výsledků AV ČR. Vybrané výsledky se z této databáze exportují do Registru informací o výsledcích státem podporovaného výzkumu a vývoje (RIV), kde jsou hodnoceny.

## Observatoře
Ústav má pět observatoří:
- Meteorologická observatoř Milešovka
- Meteorologická observatoř Kopisty
- Meteorologická observatoř Dlouhá Louka
- Observatoř a telemetrická stanice Panská Ves
- Ionosférická observatoř Průhonice

## Knihovna
Knihovna, založená roku 1961, je určena vědeckým pracovníkům ústavu a odborné veřejnosti, kterým nabízí výpůjční a rešeršní služby. Pro své uživatele zpřístupňuje zahraniční elektronické informační zdroje zásadní pro dané vědní obory. Tištěný knižní a časopisecký fond čítá přibližně 7000 svazků domácích i zahraničních odborných publikací. Současná odborná literatura je aktuálně doplňována. Fond výběrově zachycuje i historii oboru v podobě titulů z 19. století. Literatura, kterou knihovna soustřeďuje, je relevantní pro obory: meteorologie, klimatologie, aeronomie, fyziky horních vrstev atmosféry, kosmické fyziky, dále okrajově také ochrany životního prostředí (zejména ochrany ovzduší) a dalších hraničních disciplín. Knihovna zajišťuje evidenci publikační činnosti vědců domovského ústavu v příslušných specializovaných databázích (ASEP, RIV). Zpřístupňuje tak informace o vědecké činnosti ústavu, a to veřejnosti i státní správě.